# Starý Kramolín
Starý Kramolín (německy Altgramatin) je malá vesnice, část obce Mutěnín v okrese Domažlice v Plzeňském kraji. Nachází se jeden kilometr severně od Mutěnína. Je zde evidováno 21 adres. V roce 2011 zde trvale žilo dvacet obyvatel.
Starý Kramolín je také název katastrálního území o rozloze 3,78 km².

## Historie
První písemná zmínka o vesnici pochází z roku 1379.

## Obyvatelstvo
| Rok            | 1869 | 1880 | 1890 | 1900 | 1910 | 1921 | 1930 | 1950 | 1961 | 1970 | 1980 | 1991 | 2001 | 2011 | 2021 |
| -------------- | ---- | ---- | ---- | ---- | ---- | ---- | ---- | ---- | ---- | ---- | ---- | ---- | ---- | ---- | ---- |
| Počet obyvatel | 186  | 178  | 172  | 164  | 183  | 192  | 168  | 90   | 75   | 46   | 28   | 12   | 15   | 20   | 34   |
| Počet domů     | 31   | 36   | 33   | 33   | 33   | 35   | 38   | 32   | 32   | 16   | 14   | 13   | 15   | 16   | 19   |

## Obecní správa
Při sčítání lidu v letech 1850–1959 Ostrov byl samostatnou obcí v okrese Horšovský Týn (v letech 1890–1910 Horšův Týn). V letech 1960–1985 byl částí obce Mutěnín v okrese Domažlice. Od 1. července 1985 do 23. listopadu 1990 byl částí města Hostouň v okrese Domažlice. Od 24. listopadu 1990 je opět částí obce Mutěnín v okrese Domažlice.

## Další fotografie

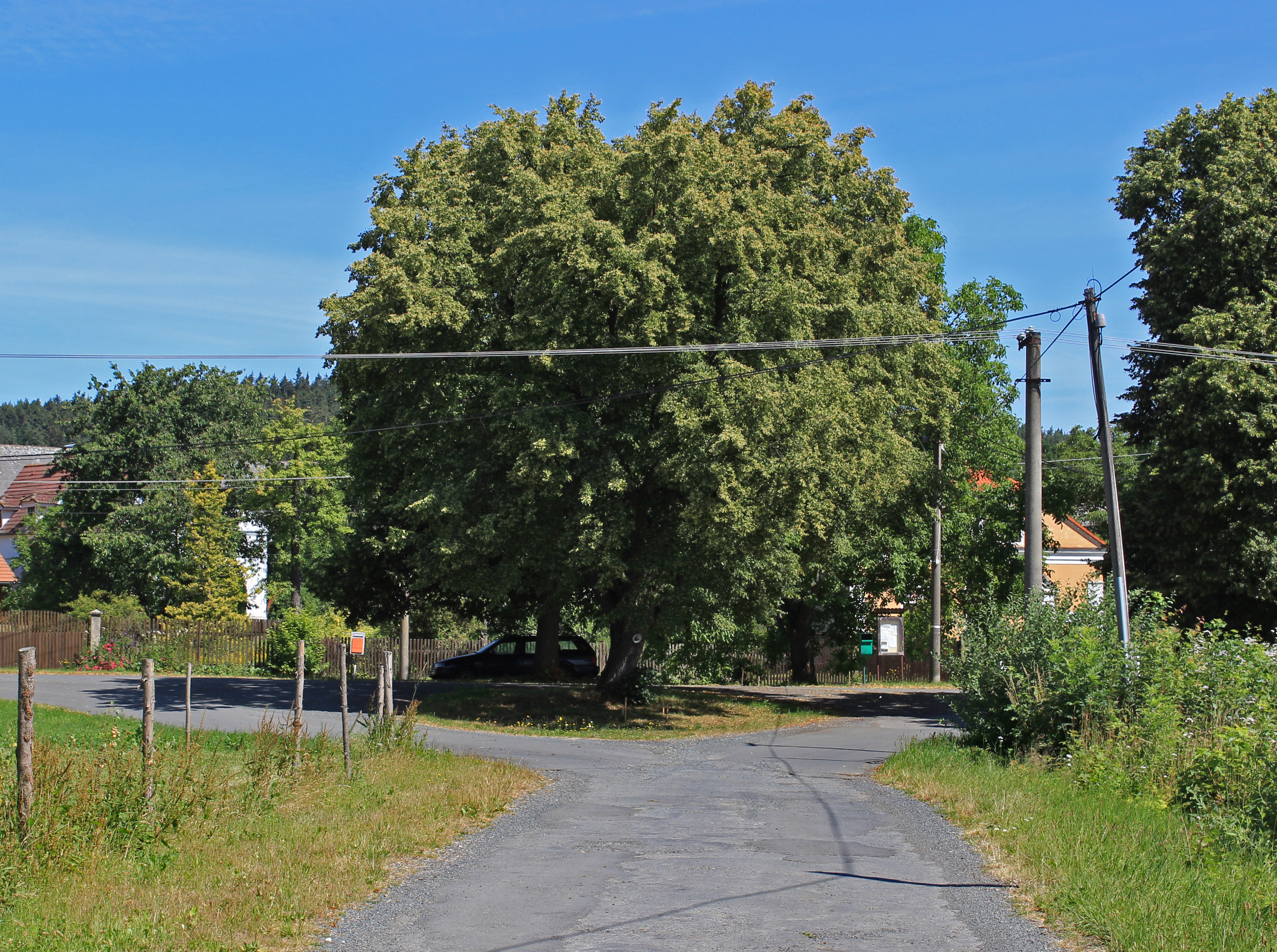
Příjezd k návsi
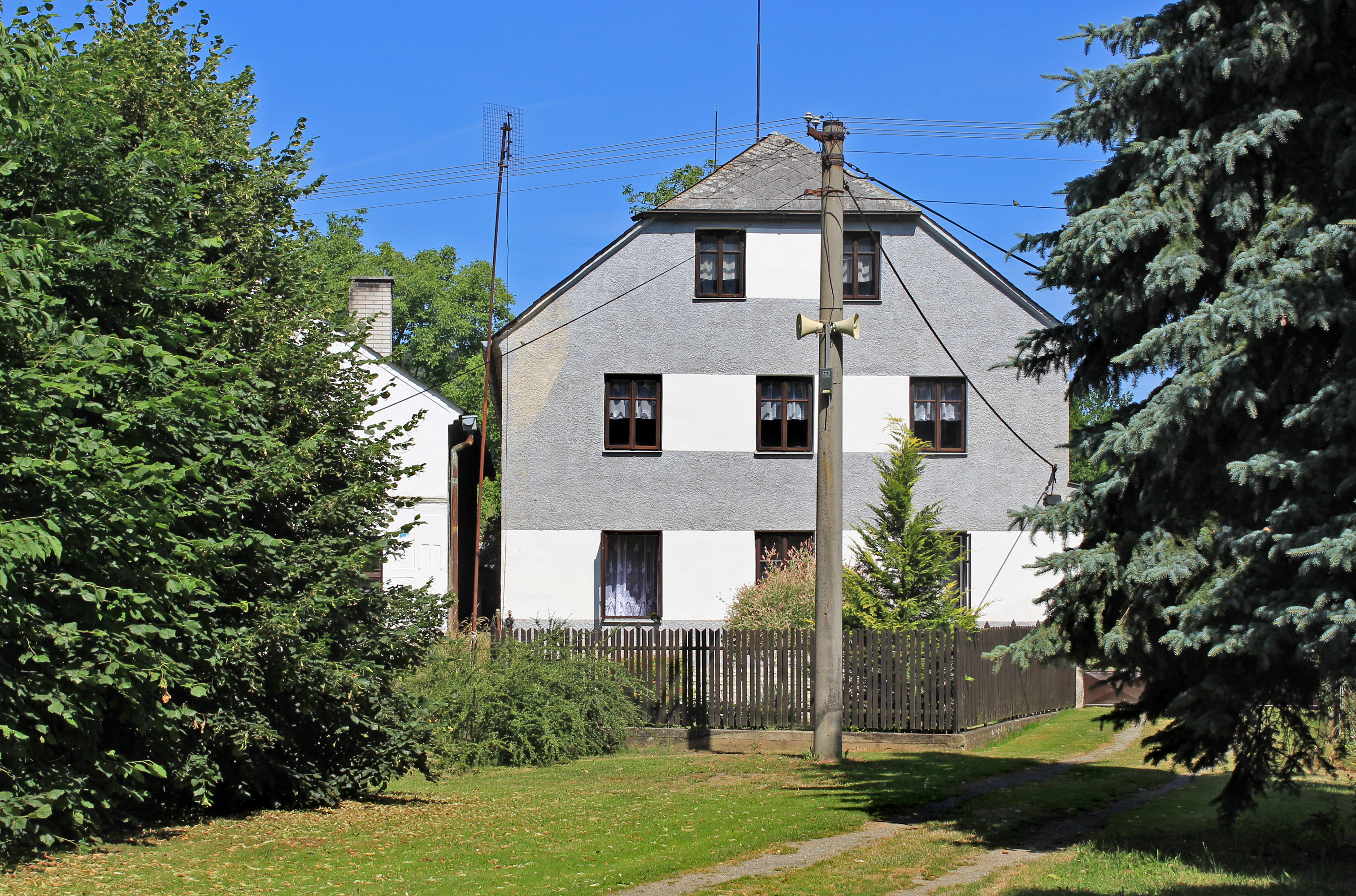
Dům čp. 12
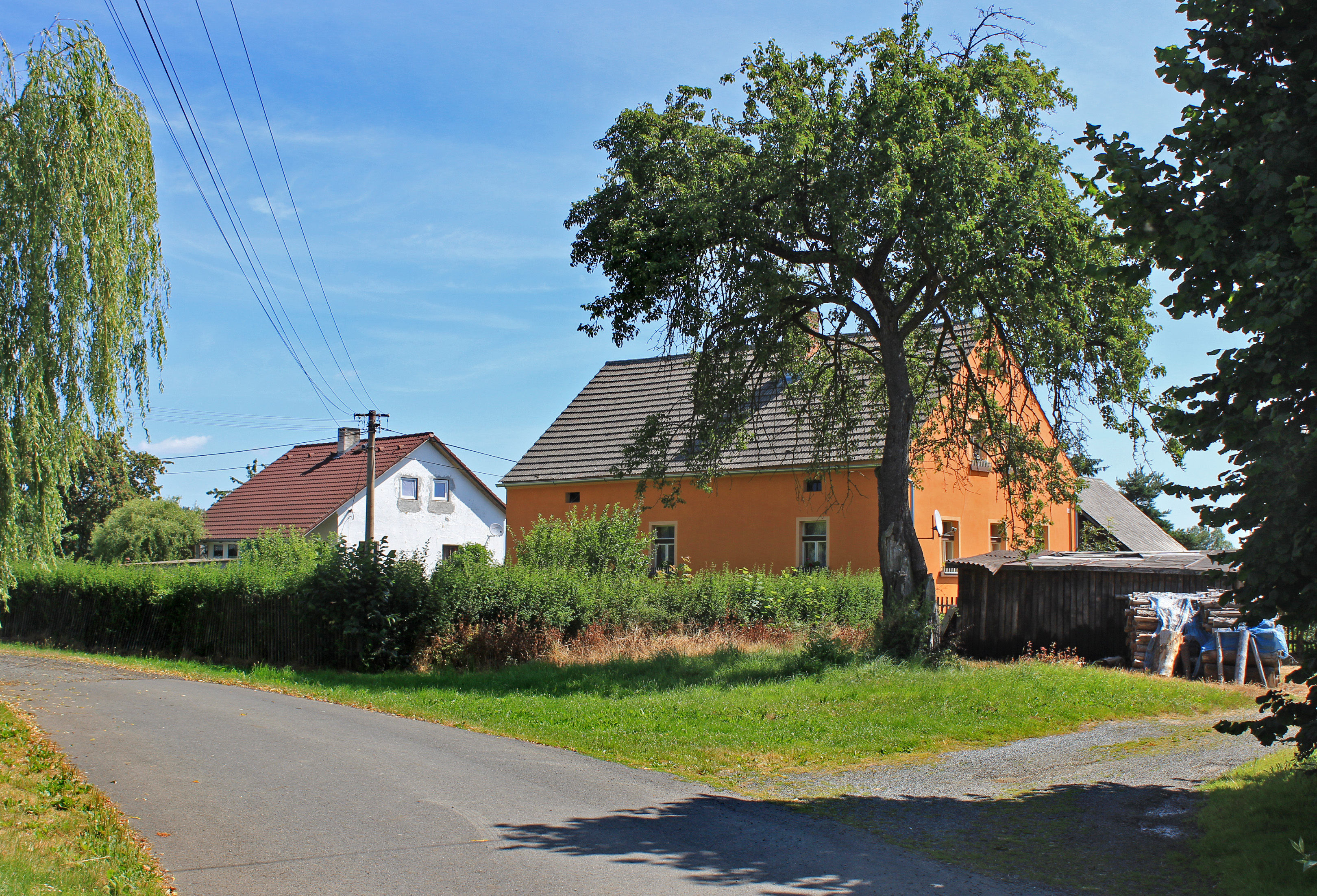
Východní část vesnice